# Weaverthorpe
Weaverthorpe – wieś w Anglii, w hrabstwie North Yorkshire, w dystrykcie (unitary authority) North Yorkshire. Leży 41 km na północny wschód od miasta York i 292 km na północ od Londynu.